# Anta Sambou
Anta Sambou (ur. 24 stycznia 1994) – senegalska zapaśniczka walcząca w stylu wolnym. Zajęła jedenaste miejsce na mistrzostwach świata w 2013. Wicemistrzyni igrzysk afrykańskich w 2019 i brązowa medalistka w 2015. Zdobyła dziesięć medali na mistrzostwach Afryki w latach 2011 – 2023. Mistrzyni igrzysk frankofońskich w 2017 roku.